# Giulio Tremonti
Pour les articles homonymes, voir Tremonti.
Giulio Tremonti, né le 18 août 1947 à Sondrio, est un juriste et homme politique italien, membre des Frères d'Italie (FdL) et plusieurs fois ministre de l'Économie et des Finances dans les gouvernements de Silvio Berlusconi. 
De 2013 à 2018, il siège au Sénat de la République comme représentant de la Lombardie, et depuis 2022 comme député.

## Biographie

### Fiscaliste du centre à la droite libérale
Titulaire d'une maîtrise en droit, avocat, Giulio Tremonti est professeur de droit fiscal à l'université de Pavie. Ancien proche du socialiste Gianni De Michelis et conseiller des ministres des Finances Franco Reviglio et Rino Formica, après avoir adhéré en 1992 à la formation centriste de Mario Segni, il devient en 1994 l'un de chefs de file de Forza Italia. Élu député en 1994, Tremonti est constamment réélu depuis. 

### Habitué du ministère des Finances
Tremonti se fait connaître des Italiens et des économistes européens après sa nomination au ministère des Finances dans le 1er gouvernement de Silvio Berlusconi (10 mai 1994 - 17 janvier 1995). Nommé le 11 juin 2001 ministre de l'Économie et Finances dans le 2e gouvernement Berlusconi, il doit démissionner le 3 juillet 2004. Sa démission a été demandée à plusieurs reprises par l'Alliance nationale.
Expression de l'aile la plus radicale de Forza Italia, il revient aussitôt aux affaires, et il est nommé vice-président du conseil et ministre de l'Économie et des Finances dans le 3e gouvernement Berlusconi (23 avril 2005 - 17 mai 2006). 
Vice-président de la Chambre des députés lors de la XVe législature (2006-2008), il est nommé ministre de l'Économie et des Finances dans le 4e gouvernement de Silvio Berlusconi, le 8 mai 2008, après la victoire de la droite italienne aux élections générales anticipées d'avril.
Il met en place un plan triennal 2009-2011 visant à la réduction des dépenses publiques. Celles-ci sont sensiblement diminuées dans les domaines de la santé, du système de retraites, de l’environnement, de l’éducation, du financement de l’échelon local, de la sécurité routière, de la culture, de l’assurance chômage et des plans de reforestation, au profit de l’augmentation de la participation du secteur privé. En outre, le plan Tremonti accorde de nouveaux avantages fiscaux aux catégories sociales les plus aisées.

### Radical s'éloignant de Berlusconi
Cité par la presse comme possible successeur de Silvio Berlusconi à la présidence du Conseil, il déclare en juillet 2010 qu'il n'existe « pas d'alternative crédible » à celui-ci. Mais, en juillet 2011, le président Berlusconi critique vivement son ministre de l'Économie, affirmant qu'il « ne joue pas collectif et [lui reprochant] son intransigeance sur la politique d’austérité ».
Tremonti quitte le ministère des Finances, à la suite de la démission du gouvernement Berlusconi IV, auquel il appartenait. Quelques mois plus tard, il quitte Le Peuple de la Liberté, dénonçant le retour politique de l'ancien président du Conseil, candidat aux élections générales de février 2013, et se présente comme une alternative au Cavaliere, soutenu alors par le parti populiste Ligue du Nord. Il est élu sénateur lors des élections générales.
Il se rapproche en 2022 du parti d’extrême droite Frères d'Italie.